# 同旁内角

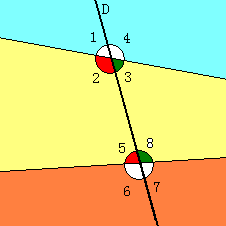
如图，两个红色的角是一对同旁内角，两个绿色的角也是。

同旁内角是两个角之间的一种位置关系。当一条直线{\displaystyle D}与另外两条直线相交时，位于直线{\displaystyle D}一侧，并且处在两条直线之间的角一共有两个。这时，称这两个角互为同旁内角。或者说，其中的一个角是另一个的同旁内角。
右图中，粉色区域是两条直线的中间部分。红色的两个角：{\displaystyle \angle 2}和{\displaystyle \angle 5}是同旁内角，因为都是在直线{\displaystyle D}的左侧。同样的，绿色的两个角：{\displaystyle \angle 3}和{\displaystyle \angle 8}也是同旁内角，因为都是在直线{\displaystyle D}的右侧。

## 性质
若被直线{\displaystyle D}所截的两条直线互相平行，那么相应的同旁内角互为补角，也就是说度数相加之和为180°。反之，若两条直线被直线{\displaystyle D}所截得到的同旁内角互为补角，那么这两条直线互相平行。